# Анривил
Анривил (фр. Henriville) насеље је и општина у североисточној Француској у региону Лорена, у департману Мозел која припада префектури Форбаш.
По подацима из 2011. године у општини је живело 713 становника, а густина насељености је износила 180,51 становника/km². Општина се простире на површини од 3,95 km². Налази се на средњој надморској висини од 243 метара (максималној 302 m, а минималној 260 m).

## Демографија
| 1962. | 1968. | 1975. | 1982. | 1990. | 1999. | 2011. |
| ----- | ----- | ----- | ----- | ----- | ----- | ----- |
| 502   | 503   | 639   | 875   | 812   | 764   | 713   |

График промене броја становника у току последњих година